# Orthonops zebra
Orthonops zebra là một loài nhện trong họ Caponiidae.
Loài này thuộc chi Orthonops. Orthonops zebra được Norman I. Platnick miêu tả năm 1995.